# Круглова, Вероника Петровна

Верони́ка Петро́вна Кругло́ва (23 февраля 1940, Сталинград — 24 января 2024, Эмеривилл, Калифорния) — советская эстрадная певица, популярная в 1960-е и 1970-е годы. Была замужем за Иосифом Кобзоном и Вадимом Мулерманом (от него дочь Ксения). С 1990 года проживала в США.

## Биография
Во время Великой Отечественной войны вместе с семьёй эвакуировалась из Сталинграда под Уфу. Железнодорожный состав немцы разбомбили, целым остался только вагон № 6, где ехали Кругловы. После войны семья переехала в Саратов. По окончании школы Вероника училась в театральной студии при саратовском ТЮЗе, но, не окончив её, пошла на эстраду.
В 1962 году Круглова переехала в Ленинград, где с помощью знаменитого джазового музыканта Давида Голощёкина выиграла серьёзный творческий конкурс. Два года выступала с ансамблем Павла Рудакова, после чего получила приглашение от Олега Лундстрема и ушла в его оркестр, где пробыла всего четыре месяца.
В 1964 году её пригласили для участия в «Голубом огоньке» с песней «Ничего не вижу». Некоторое время выступала вместе с Кобзоном. Было три концерта в Московском театре эстрады, но затем их дороги разошлись. Далее судьба свела её с другим, не менее известным в 1960-е годы исполнителем — Вадимом Мулерманом. С ним она также некоторое время выступала на одной сцене. Работали они очень скрупулёзно. Они не только представляли публике вокал, но и песенную драматургию, пытаясь создать маленький музыкальный театр. Дуэт Круглова-Мулерман в то время был одним из первых на советской эстраде. Концерты были по большей части сольные, а если и случались «солянки», — то, как было замечено, ни Мулерман, ни Круглова с тех пор не выступали больше в концерте с Иосифом Кобзоном. В интервью более поздних лет и Мулерман, и Круглова рассказывали, что их эстрадной карьере помешали Иосиф Кобзон и председатель Гостелерадио Сергей Лапин. В 1980-е годы артистов перестали снимать не телевидении, всё меньше стали приглашать на гастроли.
В 1967 году Вероника стала петь в составе группы Московской филармонии. Постепенно она набирала популярность, на концертах появлялось всё больше поклонников певицы.
В 1967 году был снят фильм-концерт «Поёт Вероника Круглова».
В 1971 году на Гостелерадио СССР пришёл новый руководитель Сергей Лапин, который решил «почистить» музыкальный эфир. У Мулермана начались проблемы с выступлениями, а Вероника Круглова тогда уже совмещала концерты с воспитанием дочери Ксении, которая родилась вскоре после брака. А потом композиторы стали говорить о том, что им запретили давать песни, и Веронике Кругловой, и Вадиму Мулерману. И, хотя особых претензий к самой Веронике не было, ей перекрыли дорогу на большую эстраду заодно с мужем.
В 1972 году Вероника Круглова с песней «Звёздный дождь» приняла участие в музыкально-развлекательной программе телевидения ГДР Ein Kessel Buntes («Пёстрый котёл»).
8 марта 1978 года Вероника Круглова с песнями «Листья прошлогодние» и «Ах, пане, панове» приняла участие в телевизионной передаче «Театральные встречи».
Её суперхиты, которые она пропела первой на эстраде — «Топ-топ, топает малыш», «Прощайте, голуби», «Возможно», «Ничего не вижу, ничего не слышу» — с удовольствием пела вся страна. Песня «Под Москвой в садах зелёных» написана поэтом Игорем Кобзевым и композитором Станиславом Пожлаковым специально для Вероники Кругловой для её выступления в программах Ленинградского Мюзик-Холла которую она исполняла в дуэте с Вилем Окунем.
Певица выступала и записывалась на пластинки с ВИА «Ребята с Арбата», инструментальным ансамблем под управлением Константина Кримца и инструментальным ансамблем «Мелодия».
В конце 80х закончила заочное обучение в ГИТИС по специальности режиссуры музыкального театра и культурно-массовых представлений. До своего отъезда в США успела поставить 2 спектакля.
В течение 20 лет певица колесила по всему Советскому Союзу с концертами. Завершила карьеру в 45 лет. Наступило время других исполнителей и совершенно других песен. После 1987 года всё реже и реже выступала. Некоторое время Круглова занималась преподаванием вокала и сценической речи, а затем перебралась в США и осела в Сан-Франциско.
В 1991 году Вадим Мулерман, который был долгое время «невыездным», приехал в Лос-Анджелес на юбилей композитора Шапиро, после чего остался в Америке, оформив фиктивный брак. Через некоторое время он прислал гостевую визу для Вероники и их дочери Ксении.
В 1991-м году, вышла замуж за своего последнего мужа, Игоря Докторовича. Занималась домашним хозяйством. Иногда выступала в камерных концертах, исполняя свои любимые хиты и русские романсы; несколько раз она пела на сцене вместе с бывшим мужем Вадимом Мулерманом.
В мае 2003 года Круглова дала интервью журналисту Борису Кудрявову — корреспонденту российской «Экспресс газеты», который посетил популярную советскую артистку, живущую в США.
В 2008 году в гостях у Кругловой побывала тележурналистка Эмилия Хацкевич. В домашних интерьерах было отснято видео интервью, где певица много рассказывала о личной жизни и карьере, показывала альбомы с фотографиями, исполняла песни из своего советского эстрадного репертуара. Она также сообщила, что её муж, Игорь Докторович, занимается бизнесом, владеет страховым агентством.
В 2013 году Вероника Круглова приняла участие в документальном фильме «Список Лапина. Запрещённая эстрада».
Последние годы жизни Круглова жила в США, вела закрытый образ жизни. О смерти исполнительницы, произошедшей 24 января 2024 года, сообщил её друг, певец Олег Фриш.

## Личная жизнь
Первый муж — Вилен Кирилловский, конферансье, работал в Сталинградской филармонии. Туда же взяли на работу и молодую Веронику, у которой оказались хорошие вокальные данные и опыт работы в драматической студии. Вероника выступала в сборных концертах вместе с мужем. Он заполнял паузы между выступлениями артистов, а она пела одну-две песни.
Второй муж — Иосиф Давыдович Кобзон. Вместе прожили три года.
Третий муж — Вадим Иосифович Мулерман. Они прожили в браке 20 лет, развелись в 1987 году. У них родилась дочь Ксения, которая с мужем живёт в США, в Сан Хосе; работает художником-дизайнером, имеет сына Петра. Отношения с Мулерманом складывались сложно. «Бог наделил его двумя талантами: хорошим голосом и умением на пустом месте наживать врагов. Парадокс, но добрый, сентиментальный, никому не делавший подлости Мулерман мог быть шумным, вздорным и очень скандальным человеком. Он устраивал за кулисами дикие скандалы с музыкантами. Такое поведение всех, конечно, очень раздражало», — вспоминала она.
Четвёртый муж — Игорь Докторович (род. 1934), одессит; некоторое время был судьёй всесоюзной категории по баскетболу. В 1970-е годы переехал в США, где владел страховым агентством. В данное время на пенсии. С Игорем Вероника прожила 33 года.

### Семья
- Сестра — Валентина (1924—2003), советская и российская актриса, театральный педагог. Народная артистка СССР (1981)[14]. Лауреат Государственной премии РСФСР им. К. С. Станиславского (1988).
- Брат — Анатолий (1936—2022)
- Дочь — Ксения (1969)[12]
- Внук — Пётр (2005)[15]

## Дискография
- 1963 — Голубая планета Земля (миньон)
- 1965 — Вероника Круглова (миньон)
- 1970 — Вероника Круглова и Вадим Мулерман (миньон)
- 1974 — Вероника Круглова (миньон)
- 1974 — Поёт Вероника Круглова (миньон)
- 1979 — Поёт Вероника Круглова (миньон)
- 2004 — Золотая коллекция ретро
- 2011 — Любимые песни от Музыкального огонька № 115

## Песни
- «Ах, месяц, месяц» (Евгений Жарковский — Дмитрий Седых)
- «Aх, пане, панове» (Булат Окуджава, Максим Дунаевский — Булат Окуджава)
- «Бабушка и внучка»
- «Бабье лето» (Т. Маркова — Игорь Кохановский)
- «Будет всё наоборот» (Филипп-Жерар, Никита Богословский — Евгений Агранович) с Вадимом Мулерманом
- «Веснушки» (Станислав Пожлаков — Юрий Погорельский)
- «Возможно» (Аркадий Островский — Игорь Шаферан)
- «Говорите» (Александр Дольский)
- «Голубая планета Земля» (Павел Аедоницкий — Леонид Дербенёв)
- «Город спит» (Аркадий Островский — Лев Ошанин)
- «Да» (Аркадий Островский — Лев Ошанин)
- «Для чего» (Борис Савельев — Алексей Меснянкин) с Вадимом Мулерманом
- «Записка» (Аркадий Островский — Ю. Пузырёв)
- «Зачем ты снишься» (Евгений Птичкин — Феликс Лаубе)
- «Звёздный дождь» (Валентин Соснов — Михаил Рябинин)
- «Как же так» (Сергей Томин — Игорь Кохановский)
- «Клёны» (Виктор Гин)
- «Кличут поезда» (Павел Аедоницкий — Леонид Дербенёв)
- «Кончился день» (Владимир Чернышёв — Леонид Дербенёв)
- «Костёр» (Александр Морозов — Леонид Дербенёв)
- «Кто может знать» (Алексей Рыбников — Игорь Кохановский) с Вадимом Мулерманом
- «Кто тебе сказал?» (Вячеслав Добрынин — Леонид Дербенёв)
- «Кто ты» (Семён Заславский — Яков Халецкий)
- «Листочек» (Марк Фрадкин — Михаил Пляцковский)
- «Листья прошлогодние» (Эдуард Колмановский — Михаил Матусовский)
- «Называй меня любимой» (Борис Савельев — Игорь Кохановский)
- «Наши младшие сестрёнки» (Оскар Фельцман — Игорь Шаферан) с Вадимом Мулерманом
- «Ничего не вижу» (Оскар Фельцман — Лев Ошанин)[12]
- «Ночные вокзалы» (Марк Фрадкин — Евгений Долматовский)
- «О дружбе»
- «Одна минута» (Аркадий Нестеров — Михаил Пляцковский) с Вадимом Мулерманом
- «Опять 25» (Владимир Шаинский — ?) c Вадимом Мулерманом
- «Останься» (Александр Морозов — Михаил Рябинин)
- «Под Москвой в садах зелёных» (Станислав Пожлаков — Игорь Кобзев) с Вилем Окунем
- «Пороша белая» (Модест Табачников — Леонид Завальнюк)
- «Последний табун» (И. Моравос) на чешском языке
- «Праздничные хлопоты» (Владимир Шаинский) с Вадимом Мулерманом
- «Просто я верю» (Владимир Свешников — Олег Анофриев)
- «Прощайте, голуби» (Марк Фрадкин — Михаил Матусовский)
- «Речка вспять не побежит» (Роман Майоров — Онегин Гаджикасимов)
- «C добрым утром» с Вадимом Мулерманом
- «Синий омут»[16] (В. Шульга — Анатолий Поперечный)
- «Снежный человек» (Эдди Рознер — Михаил Пляцковский)
- «Счастье я найду» (Валерий Гаврилин — Альбина Шульгина)
- «Топ-топ» (Станислав Пожлаков — Михаил Ольгин)[12]
- «Тревожный стук» (Евгений Птичкин — Анатолий Горохов)
- «Чёрное и белое» (Эдуард Колмановский — Михаил Танич)
- «Чуть-чуть не считается» (Алексей Чёрный — Михаил Либин)
- «Я иду навстречу солнцу»
- «Я ищу человека» (Александр Флярковский — Эльмира Уразбаева)[12]